# Hans-Joachim Jarchow
Hans-Joachim Jarchow (* 16. August 1935 in Oldenburg in Holstein) ist ein deutscher Wirtschaftswissenschaftler, der von 1967 bis 2003 als Professor an der Georg-August-Universität Göttingen forschte und lehrte. Seine Forschungsschwerpunkte waren insbesondere die Makroökonomie, das Kreditwesen, monetäre Außenwirtschaftstheorien sowie die internationale Währungspolitik.

## Leben
Jarchow wurde 1935 in Oldenburg in Holstein geboren. Er studierte von 1955 bis 1959 Betriebs- und Volkswirtschaftslehre zuerst in Hamburg, wechselte dann nach Kiel und schloss dort als Diplom-Volkswirt ab. Er promovierte 1961 mit einer kritisch vergleichenden Studie zu ausgewählten Wachstumsmodellen ebenfalls in Kiel zum Dr. sc. pol. und war anschließend wissenschaftlicher Mitarbeiter bei Erich Schneider, zunächst als Assistent und dann als Oberassistent am Institut für Weltwirtschaft. 1966 folgte seine Habilitation mit dem Thema Theoretische Studien zum Liquiditätsproblem. Jarchow übernahm 1967 bis zu seiner Emeritierung im Jahre 2003 den volkswirtschaftlichen Lehrstuhl in Göttingen.
Weiterhin ist Jarchow Mitglied im Verein für Socialpolitik und dort insbesondere im Ausschuss für Geldtheorie und Geldpolitik sowie in der American Economic Association.

## Werke (Auswahl)
- Grundriss der Geldtheorie. 12. Auflage. Lucius & Lucius, Stuttgart 2010, ISBN 978-3-8282-0495-9.
- Theorie und Politik des Geldes. 11. Auflage. Vandenhoeck und Ruprecht, Göttingen 2003, ISBN 3-8252-2453-8.
- Monetäre Aussenwirtschaftstheorie. 2. Auflage. Vandenhoeck und Ruprecht, Göttingen 1988, ISBN 3-525-03151-3.
- Internationale Währungspolitik. Vandenhoeck und Ruprecht, Göttingen 1984, ISBN 3-525-03143-2.